# ألعاب خطرة
ألعاب خطرة، هي الرواية الثانية ل [[[:en:Oğuz Atay|Oğuz Atay]] ؤگوز آتاي]. تم نشرها سنة 1973. فاز بجائزة TRT's Novel لسنة 1970 عن روايته ”Tutunamayanlar“ (ترجمة: الذين لا يستطيعون التمسك) قال في مقابلة اجريت في 16 مارس 1971 انه ”بدأت العمل على رواية وكتب حوالي 30-40 صفحة“:
أعتقد أن بطل هذه الرواية لا يمكنه التمسك ايضاً. لا أخذ الشكاوى بشأن الموضوع بجدية. أعتقد أنه ليس محقاً مثل سليم غالباً. سيعرف حكمت (بطل الرواية الجديدة) هذا وسيلجأ إلى ممارسة الألعاب للتخفيف من مشاكله الغير سارة. عنوان الكتاب سيكون "ألعاب خطرة"
تتغير الأحداث حول شخصية حكمت بِنول. يهيمن دافع اللعبة، وهو أحد الملامح المميزة لأدب أتاي، على الرواية بأكملها. يقع حكمت في الكثير، تكبر الأوهام في رأسه، يرى الأحلام، واحياناً لا يعود يميز بين الواقع والخيال. احياناً يروي احداثاً سريالية أو غير حقيقية. ثم تروى الحقيقة. واحياناً تروى الحقيقة اولاً، ثم تروى الأحداث بالشكل الذي لم يرده حكمت.
رسم اتاي الشخصية الرئيسية في روايته كنوع سلبي:
حاولت ان اجعل سليم من النوع القوي، اعني انساناً ايجابياً ـبطريقة ماـ. حالياً انا مستمر بتجربة النوع السلبي. عن سلبية الأمور الصغيرة. حكمت مدرك انه يقرأ الكتب التي لا يقرأها احد. انه رجل يعيش بطريقة سيئة، رجل منحط. هو فقط لا يستطيع التوقف عن مساوئه